# Rijk Kramer
Rijk Kramer (Nieuwer-Amstel, 12 april 1870 - Amsterdam, 24 mei 1942) was een Nederlands arts.
Hij werd geboren binnen het gezin van Hendrik Dirks Kramer, een vroege projectontwikkelaar, en Maria Frederika Versteeg en is vernoemd naar zijn grootvader Rijk Versteeg. Rijk Kramer bleef ongehuwd. Hij was lidmaat van de Gereformeerde Kerken in Nederland. 
Kramer studeerde aan de Universiteit van Amsterdam, deed zijn artsenexamen in 1899 en studeerde in 1903 cum laude af. Naast zijn werk als huisarts was hij actief in organisaties, bijvoorbeeld als lid van de Adviesraad van zending der gereformeerde kerken in Noord-Holland en de christelijke vereniging van natuur- en geneeskundigen. Hij streed als tegenstander van geboortebeperking tegen het nieuw-malthusianisme. Voorts was hij bestuurslid van het Sanatorium Sonnevanck en de Zuiderzeeraad, zette zich in voor psychiatrische patiënten en was actief als voorstander van inentingen. Kramer was in weerwil van zijn geloof een voorzichtige aanhanger van de evolutietheorie, zoals die in zijn tijd steeds meer opgang deed.
Het pand Stadhouderskade 150 liet hij na aan vier instanties: het Koninklijk Zoölogisch Genootschap Natura Artis Magistra, de Vereniging Natuurmonumenten, de Gereformeerde Kerk en de Vereniging voor hoger onderwijs Vrije Universiteit. In 1951 werd te zijner nagedachtenis een gedenksteen bevestigd aan de gevel van dit gebouw waar gedurende langere tijd zijn huisartsenpraktijk gevestigd was.
Kramer werd in 1936 benoemd tot officier in de Orde van Oranje-Nassau ter gelegenheid van zijn jubileum bij studentenvereniging Societas Studiosorum Reformatorum (nu: SSRA). De oecumenische Dr. Rijk Kramerschool aan de Nassaukade te Amsterdam is naar hem genoemd.